# After the War
After the War ist das achte Studioalbum des britischen Hardrock- und Blues-Gitarristen Gary Moore. Es erschien im Januar 1989 und war das letzte Hard-Rock-Album Moores bis Dark Days in Paradise (1997).

## Entstehung und Veröffentlichung
Die Erstveröffentlichung von After the War erfolgte am 2. Januar 1989 bei Virgin Records. Das Album erschien in seiner Originalausführung als CD mit elf Titeln (Katalognummer: 259 543-222) und LP mit acht Titeln (Katalognummer: V 2575). Am 30. Oktober 2002 erschien eine Deluxeversion mit vier Bonustiteln (Katalognummer: TOCP-53268). Darunter Emerald, B-Seite der Single After the War, und drei Liveaufnahmen.
Geschrieben wurden alle Lieder, mit Ausnahme der Coverversion The Messiah Will Come Again (Roy Buchanan), vom Interpreten selbst. Die Lieder Blood of Emeralds, Led Clones und Speak for Yourself schrieb er zusammen mit Neil Carter. Für die Produktion zeichnete Peter Collins verantwortlich.

## Inhalt und Stil
Mit After the War kehrte Moore in Teilen zu seinem härteren Riffing der Mitte der 1980er zurück, z. B. bei Speak for Yourself oder Running from the Storm. An anderen Stellen ist das Songwriting eingängiger und Pop-orientierter, wie z. B. bei Ready for Love. Moore huldigte seinem verstorbenen Freund und musikalischen Partner Phil Lynott mit Blood of Emeralds. Der Titel After the War bezieht sich auf den Vietnamkrieg. Das Instrumentalstück The Messiah Will Come Again – eine Komposition des amerikanischen Gitarristen Roy Buchanan – wurde von Moore immer wieder auf die Setliste seiner Live-Auftritte aufgenommen. Es zeigt die typischen Elemente seines expressiven Spiels auf der Gitarre: schnelle Passagen, lang angehaltene Töne, extreme und gefühlsbetonte Bendings, den Einsatz des Volumenreglers für An- und Abschwelleffekte und das Durchlaufen des gesamten Griffbretts der Gitarre von den ganz tiefen bis zu den höchsten Tönen.

## Titelliste
Sofern nicht anders angegeben, wurden sämtliche Songs von Gary Moore geschrieben.

### LP
Seite 1
1. After the War – 4:17
2. Speak for Yourself (Moore/Neil Carter) – 3:42
3. Livin’ on Dreams – 4:14
4. Led Clones (Moore/Carter) – 6:07

Seite 2
1. Running from the Storm – 4:45
2. This Thing Called Love – 3:22
3. Ready for Love – 5:39
4. Blood of Emeralds (Moore/Carter) – 8:19

### CD
1. Dunluce Pt. 1 (Instrumental) – 1:17
2. After the War – 4:17
3. Speak for Yourself (Moore/Carter) – 3:42
4. Livin’ on Dreams – 4:14
5. Led Clones (Moore/Carter) – 6:07
6. The Messiah Will Come Again (Instrumental) (Roy Buchanan) – 7:29
7. Running from the Storm – 4:45
8. This Thing Called Love – 3:22
9. Ready for Love – 5:39
10. Blood of Emeralds (Moore, Carter) – 8:19
11. Dunluce Pt. 2 (Instrumental) – 3:50

#### Deluxeversion
1. Emerald (Scott Gorham/Brian Downey/Brian Robertson/Phil Lynott) – 4:06 (B-Seite der Single After the War)
2. Over the Hills and Far Away (Live) – 10:16 (B-Seite der Single After the War, aufgenommen am 25. April 1987 im Isstadion in Stockholm)
3. Military Man (Live) (Lynott) – 6:26 (B-Seite der Single Ready For Love, aufgenommen am 25. April 1987 im Isstadion in Stockholm)
4. Wild Frontier (Live) – 5:01 (B-Seite der Single Ready For Love, aufgenommen am 25. April 1987 im Isstadion in Stockholm)

Anmerkung: auf der Kassetten-Version gibt es nur ein Stück namens Dunluce, der letzte Titel des Albums.

## Rezensionen
Für Frank Trojan vom Rock Hard war After the War eine Mischung aus den drei vorherigen Alben Moores (Victims of the Future, Run for Cover und Wild Frontier), der allerdings ein wenig das frische Element fehle. Der Gitarrist zitiere sich zu oft selbst. Trotz einiger durchaus mittelmäßiger Leistungen sei die LP insgesamt aber ein solides Werk (acht von zehn Punkten). AllMusic schrieb, die Mischung von Metal-Riffs mit Pop erbringe „gemischte Resultate“. Sie vergab die Bewertung drei von fünf.

## Kommerzieller Erfolg
Obwohl das Album in einigen Ländern erfolgreich war, brach Moore die folgende Tour wegen „Erfolglosigkeit“ ab und wandte sich dem Blues zu.

### Chartplatzierungen
| ChartsChartplatzierungen       | Höchstplatzierung | Wochen |
| ------------------------------ | ----------------- | ------ |
| Deutschland (GfK)              | 2 (18 Wo.)        | 18     |
| Schweiz (IFPI)                 | 3 (11 Wo.)        | 11     |
| Vereinigte Staaten (Billboard) | 114 (9 Wo.)       | 9      |
| Vereinigtes Königreich (OCC)   | 23 (5 Wo.)        | 5      |

| ChartsJahrescharts (1989) | Platzierung |
| ------------------------- | ----------- |
| Deutschland (GfK)         | 36          |

### Auszeichnungen für Musikverkäufe
| Land/Region                  | Auszeichnungen für Musikverkäufe (Land/Region, Auszeichnung, Verkäufe) | Verkäufe |
| ---------------------------- | ---------------------------------------------------------------------- | -------- |
| Deutschland (BVMI)           | Gold                                                                   | 250.000  |
| Schweden (IFPI)              | Gold                                                                   | 50.000   |
| Vereinigtes Königreich (BPI) | Silber                                                                 | 60.000   |
| Insgesamt                    | 1× Silber · 2× Gold ·                                                  | 360.000  |

Hauptartikel: Gary Moore/Diskografie#Auszeichnungen für Musikverkäufe